# زاغ زرعي
الزَّاغُ الزرعيّ أو غُراب الزرع أو الغُرَابُ الزَّرْعِيّ أو غراب الزيتون (جمع: زِيغانً) (بالإنجليزية: Jackdaw)‏ هو نوع من الغربان صغير نحو الحمامة أسود المنقار والساقين سنجابي الرأس والعنق وسائره أسود يخالطه لمعان أرجواني وللصنف الذي في البلدان العربية لطخة بيضاء في كل من جانبي عنقه  يستوطن شرقي أوروبا والتركستان و إيران، و يهاجر بعضه إلي فلسطين ومصر.
يبلغ طوله 35 سنتيمتراً ووزنه 250 غرام، اغلب جسمه اسود والرقبة لونها رمادي، البطن اسود ممزوج بالرمادي، وفي اطراف الذيل والاجنحة يوجد لمعة، منقاره صغير وضخم وذيله متوسط الحجم.
يقوم بالبحث عن الطعام في قطعان كبيرة وخصوصاُ في فصلي الصيف والشتاء.
يتغذى على: البذور، الحشرات، شقوق الصخور، والاركان والزوايا في المباني.